# Vuelta a Costa Rica 2014
La 50.ª edición de la competición ciclista Vuelta a Costa Rica se disputó desde el 14 hasta el 25 de diciembre de 2014. El recorrido de la misma se dividió en 11 etapas. 1412,37 km.
Perteneció al UCI America Tour 2013-2014 siendo la última competición del calendario ciclista internacional americano.

## Equipos participantes
Participaron de la carrera 14 equipos; 8 costarricenses y 6 extranjeros. Los conjuntos, integrados entre 6 y 7 ciclistas por equipo, formando así un pelotón de 96 ciclistas.
| Equipos                                 |
| --------------------------------------- |
| JPS-Giant                               |
| Coopenae-Movistar-Economy Renta a Car   |
| BCR-Pizza Hut-Powerade - Grupo Orosi    |
| Frijoles Los Tierníticos - Arroz Halcón |
| Star Cars-Scottiabank-Dos Pinos         |
| Municipalidad de Cartago                |
| Taller RJ-Ciclo Corea Bike              |
| Seven Card.com                          |

| Equipos                      |
| ---------------------------- |
| 4-72 Colombia                |
| Buenos Aires Provincia       |
| Selección Nacional de Chile  |
| Selección de Cuba            |
| Selección Nacional de Panamá |
| Selección Nacional de Rusia  |

## Etapas
Las etapas oficiales son las siguientes: 
| Etapa | Fecha           | Recorrido                                                     | Km          | Ganador de la Etapa | Equipo                                  | Líder General     | Equipo                                  |
| 1.ª   | 14 de diciembre | San José-Limón                                                | 154,6       | Ronald Araya        | Star Cars-Scottiabank-Dos Pinos         | Ronald Araya      | Star Cars-Scottiabank-Dos Pinos         |
| 2.ª   | 15 de diciembre | Limón-Guápiles                                                | 134,4       | Sebastián Tolosa    | Buenos Aires Provincia                  | Ronald Araya      | Star Cars-Scottiabank-Dos Pinos         |
| 3.ª   | 16 de diciembre | Guápiles-Paraíso                                              | 118,7       | César Rojas         | Frijoles Los Tierníticos - Arroz Halcón | Juan Carlos Rojas | Frijoles Los Tierníticos - Arroz Halcón |
| 4.ª   | 17 de diciembre | Cronoescalada de San Joaquín de Flores (San Joaquín)-Alajuela | 18,24 (CRI) | Rodolfo Villalobos  | JPS-Giant                               | Juan Carlos Rojas | Frijoles Los Tierníticos - Arroz Halcón |
| 5.ª   | 18 de diciembre | Alajuela-Ciudad Quesada                                       | 167,3       | Román Villalobos    | JPS-Giant                               | Josué González    | Coopenae-Movistar-Economy               |
| 6.ª   | 19 de diciembre | Ciudad Quesada-Liberia                                        | 188,2       | José Andrés Vega    | JPS-Giant                               | Josué González    | Coopenae-Movistar-Economy               |
| 7.ª   | 20 de diciembre | Liberia-Puntarenas                                            | 135,9       | Timofey Kritskiy    | Selección de Rusia                      | Josué González    | Coopenae-Movistar-Economy               |
| 8.ª   | 21 de diciembre | Puntarenas-Santa Ana                                          | 118,7       | Juan Carlos Rojas   | Frijoles Los Tierníticos - Arroz Halcón | Juan Carlos Rojas | Frijoles Los Tierníticos - Arroz Halcón |
|       | 22 de diciembre | Descanso                                                      |             |                     |                                         |                   |                                         |
| 9.ª   | 23 de diciembre | San José-Pérez Zeledón                                        | 126,8       | Henry Raabe         | Coopenae-Movistar-Economy               | Juan Carlos Rojas | Frijoles Los Tierníticos - Arroz Halcón |
| 10.ª  | 24 de diciembre | Pérez Zeledón-San José                                        | 134,5       | Juan Carlos Rojas   | Frijoles Los Tierníticos - Arroz Halcón | Juan Carlos Rojas | Frijoles Los Tierníticos - Arroz Halcón |
| 11.ª  | 25 de diciembre | Circuito Presidente en (Heredia)                              | 99,53       | Ronald Araya        | Star Cars-Scottiabank-Dos Pinos         | Juan Carlos Rojas | Frijoles Los Tierníticos - Arroz Halcón |

## Clasificaciones
- Las clasificaciones finalizaron de la siguiente forma:[4]

### Clasificación general
| Posición            | Ciclista          | Equipo                                  | Tiempo           |
| ------------------- | ----------------- | --------------------------------------- | ---------------- |
| Líder de la general | Juan Carlos Rojas | Frijoles Los Tierníticos - Arroz Halcón | 35 h 25 min 30 s |
| 2.º                 | César Rojas       | Frijoles Los Tierníticos - Arroz Halcón | a 08 min 46 s    |
| 3.º                 | Josué González    | Coopenae-Movistar-Economy               | a 15 min 37 s    |
| 4.º                 | Román Villalobos  | JPS Giant                               | a 17 min 29 s    |
| 5.º                 | Joseph Chavarría  | JPS Giant                               | a 24 min 23 s    |

### Clasificación de la regularidad
| Posición         | Ciclista          | Equipo                                  | Puntos |
| ---------------- | ----------------- | --------------------------------------- | ------ |
| Líder por puntos | Juan Carlos Rojas | Frijoles Los Tierníticos - Arroz Halcón | 140    |
| 2.º              | Román Villalobos  | JPS-Giant                               | 114    |
| 3.º              | César Rojas       | Frijoles Los Tierníticos - Arroz Halcón | 110    |

### Clasificación de la montaña
| Posición            | Ciclista          | Equipo                                  | Puntos |
| ------------------- | ----------------- | --------------------------------------- | ------ |
| Líder de la montaña | César Rojas       | Frijoles Los Tierníticos - Arroz Halcón | 48     |
| 2.º                 | Juan Carlos Rojas | Frijoles Los Tierníticos - Arroz Halcón | 33     |
| 3.º                 | Elías Vega        | JPS-Giant                               | 28     |

### Clasificación de las metas volantes
| Posición                    | Ciclista       | Equipo                 | Puntos |
| --------------------------- | -------------- | ---------------------- | ------ |
| Líder de las metas volantes | Arnold Alcolea | Selección de Cuba      | 39     |
| 2.º                         | Pedro Palma    | Selección de Chile     | 22     |
| 3.º                         | Ariel Sivori   | Buenos Aires Provincia | 13     |

### Clasificación por equipos
| Posición          | Equipo                                  | Tiempo            |
| ----------------- | --------------------------------------- | ----------------- |
| Líder por equipos | JPS-Giant                               | 107 h 13 min 47 s |
| 2.º               | Frijoles Los Tierníticos - Arroz Halcón | a 08 min 26 s     |
| 3.º               | Coopenae-Movistar-Economy               | a 40 min 59 s     |
| 4.º               | 4-72 Colombia                           | a 1 h 15 min 25 s |
| 5.º               | BCR-Pizza Hut-Powerade - Grupo Orosi    | a 2 h 25 min 00 s |